# Business center
Con business center o centri uffici o uffici residence si intendono le strutture che erogano servizi di ufficio arredato a tempo con servizi di segretariato.

## Storia
È ormai condiviso globalmente, ma mancano fonti certe, che il servizio abbia preso inizio negli USA, dopo la grande depressione del 1929 I primi Business Center sono stati creati da gruppi di avvocati che dovendo condividere molti costi per la gestione dei propri studi hanno cominciato a gestire con un'ottica di centro di costo i propri affari, a cominciare dalle grandi raccolte giuridiche fino alle sale riunioni o alle segretarie condivise.
Il maggior operatore mondiale, a livello di metratura, ospitava avvocati fino alla fine degli anni novanta del XX secolo.

## Caratteristiche
Il servizio si esplica analogamente a quanto accade in un residence, in cui il cliente utilizza la struttura per viverci per un tempo variabile, trovando tutti i servizi inclusi nel corrispettivo che va a pagare.
Così succede in un centro di uffici residence o business center. Le aziende che utilizzano questi servizi accedono in una struttura che mette loro a disposizione, in modo centralizzato, uffici completamente arredati con una o più postazioni di lavoro, corredati di linee telefoniche dirette, connessione a internet e di tutti i servizi di gestione e manutenzione ordinaria e straordinaria, dalle spese condominiali alle utenze, pulizie, asporto rifiuti solidi urbani. Inoltre un servizio di segreteria e reception personalizzata prende nota delle telefonate, raccoglie la posta e accoglie i clienti per tutto l'arco della giornata, operando esattamente come se fosse lo staff del cliente. I vantaggi dal lato dei clienti si sostanziano soprattutto nella flessibilità delle formule e nel risparmio sui costi:  "La crisi può far bene al real estate? in alcune nicchie di mercato sì. Progetti imprenditoriali in fase di avvio o professionisti che si reinventano un lavoro hanno una necessità su tutte: contenere i costi. Ecco, dunque, che si impennano le richieste per chi offre l'affitto a tempo di uffici arredati"..."Formule flessibili e più economiche dell'affitto tradizionale perché non c'è bisogno di acquistare i mobili, attivare le forniture o sottoscrivere un contratto di durata minima annuale. Qui il rapporto può partire anche da un mese e nel canone all inclusive c'è già tutto"...

## Nel mondo
Si stima (anno2006) che vi siano circa 8000 business center nel mondo di cui circa una metà negli Stati Uniti. In Europa sono circa 2000 e il restante si colloca nel resto del mondo. Impressionante la diffusione e la crescita ad oggi nell'estremo oriente, a cominciare dalla Cina. In Europa il numero maggiore di business center è localizzato in Gran Bretagna, con più di 1000 centri, quasi 400 nella sola Londra.
Sono presenti numerosi network commerciali che operano a livello internazionale: ABCN-Alliance Business Center Network, HQ, Regus, Locartis che offrono ai clienti la possibilità di trovare la propria location all'interno di una scelta vastissima di affiliati e la possibilità di utilizzare servizi comuni a prezzi e condizioni omologhe nel mondo.

### Italia
Nella storia delle reti commerciali italiane dei centri business center si annoverano Executive Service Business Centre, che opera con la struttura di franchising dal 1975 ed è ancora attiva, Business Center Network, consorzio di operatori che ha operato dalla fine degli anni ottanta fino al 2001 e Ufficiarredati.it, che riunisce 90 business center indipendenti in 18 regioni con la formula dell'affiliazione al portale internet.
Tra gli operatori "storici", citati nell'articolo de Il Sole 24 Ore, si annoverano Direzionale Eur di Roma e Business Center di Padova (dal 2014 acquisito da Regus con la denominazione Regus Padova City Center).
Nel settembre 2006 risultavano attivi complessivamente circa 185 centri uffici di diverse dimensioni, secondo un'indagine ANIUR. Nel Maggio 2015 Ufficiarredati.it ha eseguito una nuova mappatura realizzando anche un'infografica. Sono stati rilevati in Italia 207 centri contro i 181 rilevati nel 2013. 52 di questi in Lombardia e 45 nel Lazio. La città con il maggior numero di business center è Roma con 39, seguita da Milano con 37, Torino con 12 e Catania 9. In Italia i centri di uffici arredati a tempo cominciano ad operare all'inizio del 1970 a Milano. Da qui una lenta diffusione fino all'attuale mappatura. Nel 2004-2007 il numero è aumentato in modo notevole, più del 30%, denotando la maturità del mercato sia come offerta che come domanda.
Tra gli operatori internazionali presenti si trovano Regus, il maggiore operatore mondiale sul mercato con più di 4000 centri in proprietà nel 5 continenti, Locartis rete francese maggiormente caratterizzata in Europa (non più presente in Italia dal 2014), e Alliance Business Centers Network, il maggiore network mondiale di operatori indipendenti presente in 60 nazioni con più di 700 centri. Esistono infine due associazioni di categoria dei business center: Assotemporary, che opera presso l'Unione del Commercio di Milano e aderisce a Confcommercio rappresentando anche i temporary shop e le aziende di servizi afferenti al mondo del temporaneo, e ANIUR, l'Associazione Nazionale Italiana Uffici Residence (non più attiva dal 2016).